# Elenco de Floribella
Floribella é uma telenovela brasileira produzida pela Bandeirantes e as empresas televisivas Cris Morena Group e RGB Entertainment, cuja exibição ocorreu entre 4 de abril de 2005 e 12 de agosto de 2006 em 344 capítulos, sob duas temporadas. Escrita por Patrícia Moretzsohn e Jaqueline Vargas, é inspirada na telenovela argentina Floricienta, de Cris Morena. Sem produzir folhetins desde 1998, quando exibiu Meu Pé de Laranja Lima, a Band, baseada no sucesso da novela argentina e de regravações brasileiras como Chiquititas,  e com o objetivo de oferecer uma opção ao público infanto-juvenil no horário nobre, a concepção de Floribella ocorreu entre 2004 e 2005, quando sua primeira temporada foi ao ar. Como ocorreu com o texto argentino, a Band deu início a uma nova temporada em 2006.
Este anexo lista o elenco desta telenovela. Há participações especiais, em que atores exercem pequenos papéis, geralmente limitando-se a um único capítulo. Juliana Silveira interpretou a personagem principal, Maria Flor, numa trama que narra o cotidiano da casa dos Fritzenwalden, onde Flor é babá. Na versão original, a personagem principal foi vivida por Florencia Bertotti. Maria Carolina Ribeiro e Suzy Rêgo representaram as antagonistas Delfina e Malva, respectivamente. Durante a primeira temporada, Roger Gobeth foi Fred, par romântico da protagonista, na segunda temporada, esse papel recaiu à Mário Frias, intérprete de Conde Máximo.

## Elenco

### Primeira temporada
| Ator/Atriz             | Personagem                      |
| ---------------------- | ------------------------------- |
| Juliana Silveira       | Maria Flor Miranda (Flor)       |
| Roger Gobeth           | Frederico Fritzenwalden (Fred)  |
| Maria Carolina Ribeiro | Delfina Torres Bittencourt      |
| Suzy Rêgo              | Malva Torres Bittencourt        |
| Daniel Ávila           | Adriano Ribeiro                 |
| Gustavo Leão           | Augusto Fritzenwalden (Guto)    |
| Gabriel Lasmar         | Alberto Fritzenwalden (Betinho) |
| Mariah de Moraes       | Bruna Fritzenwalden             |
| Johnny Massaro         | João Pedro Fritzenwalden (JP)   |
| João Vithor Oliveira   | Joaquim Fritzenwalden (Joca)    |
| Bruno Padilha          | Luciano Alamada                 |
| Igor Cotrim            | Matheus Lopes                   |
| Letícia Colin          | Marta de Sousa (Martinha)       |
| Zezé Motta             | Cristina Ramos Garcia (Titina)  |
| Paulo Reis             | Raul Garcia                     |
| Norma Blum             | Corina Bittencourt              |
| André Luiz Miranda     | Daniel Ramos Garcia (Batuca)    |
| Bruno Miguel           | Leonardo Malta (DiCaprio)       |
| Eline Porto            | Julia Flores (Juju)             |
| Úrsula Corona          | Tatiana Gonçalves (Tati)        |
| Drica Rabello          | Sofia Torres Bittencourt        |
| Yana Sardenberg        | Monica Vasco (Moniquinha)       |
| Bernardo Marinho       | Guilherme                       |
| Vic Militello          | Helga Beethoven                 |
| Gustavo Ottoni         | Chef Gerard                     |
| Suzana Abranches       | Amelinha                        |
| Gilberto Hernandez     | Ricardo Pacheco (Pacheco)       |
| Jorge Medina           | Robson Pereira                  |
| Érica Oliviero         | Willie Jean                     |
| Isabella Cunha         | Renata Belarmino (Renatinha)    |
| Catarina Cardoso       | Rosa Maria Oliveira (Rosinha)   |

### Segunda temporada
| Ator/Atriz             | Personagem                                |
| ---------------------- | ----------------------------------------- |
| Juliana Silveira       | Maria Flor Miranda (Flor)                 |
| Mário Frias            | Conde Máximo Augusto Calderão de Alicante |
| Maria Carolina Ribeiro | Delfina Torres Bittencourt                |
| Suzy Rêgo              | Malva Torres Bittencourt                  |
| Cássia Linhares        | Marquesa Kriseida de Avelar               |
| Fernando Alves Pinto   | Barão João Gusmão Torrão de Melaço        |
| Gustavo Leão           | Augusto Fritzenwalden (Guto)              |
| Gabriel Lasmar         | Alberto Fritzenwalden (Betinho)           |
| Julianne Trevisol      | Olívia Fritzenwalden                      |
| Johnny Massaro         | João Pedro Fritzenwalden (JP)             |
| João Vithor Oliveira   | Joaquim Fritzenwalden (Joca)              |
| Bruno Padilha          | Luciano Alamada                           |
| Débora Olivieri        | Ana Sílvia de Alicante                    |
| Letícia Colin          | Marta de Sousa (Martinha)                 |
| André Luiz Miranda     | Daniel Ramos Garcia (Batuca)              |
| Bruno Miguel           | Leonardo Malta (DiCaprio)                 |
| Úrsula Corona          | Tatiana Gonçalves (Tati)                  |
| Yana Sardenberg        | Monica Vasco (Moniquinha)                 |
| Jullie                 | Agatha Figueiredo                         |
| Vic Militello          | Helga Beethoven                           |
| Leonardo Cortez        | Evaristo                                  |
| Gilberto Hernandez     | Ricardo Pacheco (Pacheco)                 |
| Nathália Limaverde     | Camila Mourão                             |
| Sylvio Carvalho        | Christian Mattoso                         |
| Ana Tokiko             | Vicky                                     |
| Lucas Cordeiro         | Kiko                                      |
| Isabella Cunha         | Renata Belarmino (Renatinha)              |

### Participações especiais
| Ator/Atriz              | Personagem                          |
| ----------------------- | ----------------------------------- |
| Guilherme Leme          | Dr. Alberto Figueiredo (Figueiredo) |
| Jaqueline Vargas        | Marcela Ramos                       |
| Cristina Pereira        | Diretora do internato               |
| Camilo Bevilacqua       | Eduardo Miranda                     |
| José Steinberg          | Vladislau                           |
| Fábio Azevedo           | Jean                                |
| Pierre Baitelli         | Chuck                               |
| Adriana Prado           | Joana                               |
| Priscilla Campos        | Luli                                |
| Guta Gonçalves          | Shame                               |
| Mateus Rocha            | Miguel                              |
| Rodrigo Prado           | Rodrigo                             |
| Ana Ferraz              | Rosa Oliveira                       |
| Leonardo Branchi        | Ramiro Oliveira                     |
| Marina Azzé             | Jasmim                              |
| Tatiana Muniz           | Paloma                              |
| Clara Garcia            | Marines Torres                      |
| Isaac Bernardo          | Mark Jean                           |
| Natasha Haydt           | Lilica                              |
| Pedro Jones             | Vassili                             |
| Mariama Lemos de Moraes | Drª. Ana                            |
| Rouge                   | Elas mesmas                         |
| Leão Lobo               | Ele mesmo                           |